# Руны
Ру́ны (ед. число — ру́на) — письменность древних германцев, употреблявшаяся с I—II по XII век на территории современных Дании, Швеции и Норвегии, по X—XIII век — в Исландии и Гренландии, а в шведской провинции Даларна — вплоть до XIX века. Руны (символы) высекались или вырезались на камне, металле, дереве, кости; они имеют специфическую угловатую форму, приспособленную для высекания и вырезания.
После принятия христианства в странах Северной Европы руны как письменность были вытеснены латиницей. Сам термин «руны» имеет связь с древнегерманским корнем run («тайна»). Всего известно около 5000 рунических надписей, бо́льшая часть из которых была найдена в Швеции. Кроме того, в средневековой Европе существовали рунические календари. 
Алфавиты древних тюрков, венгров, булгар сходной угловатой формы также называют рунами. Их родственные связи с германскими рунами не установлены.  Существование славянских руноподобных символов, идея которых распространена в популярной культуре, не доказано. 

## Терминология

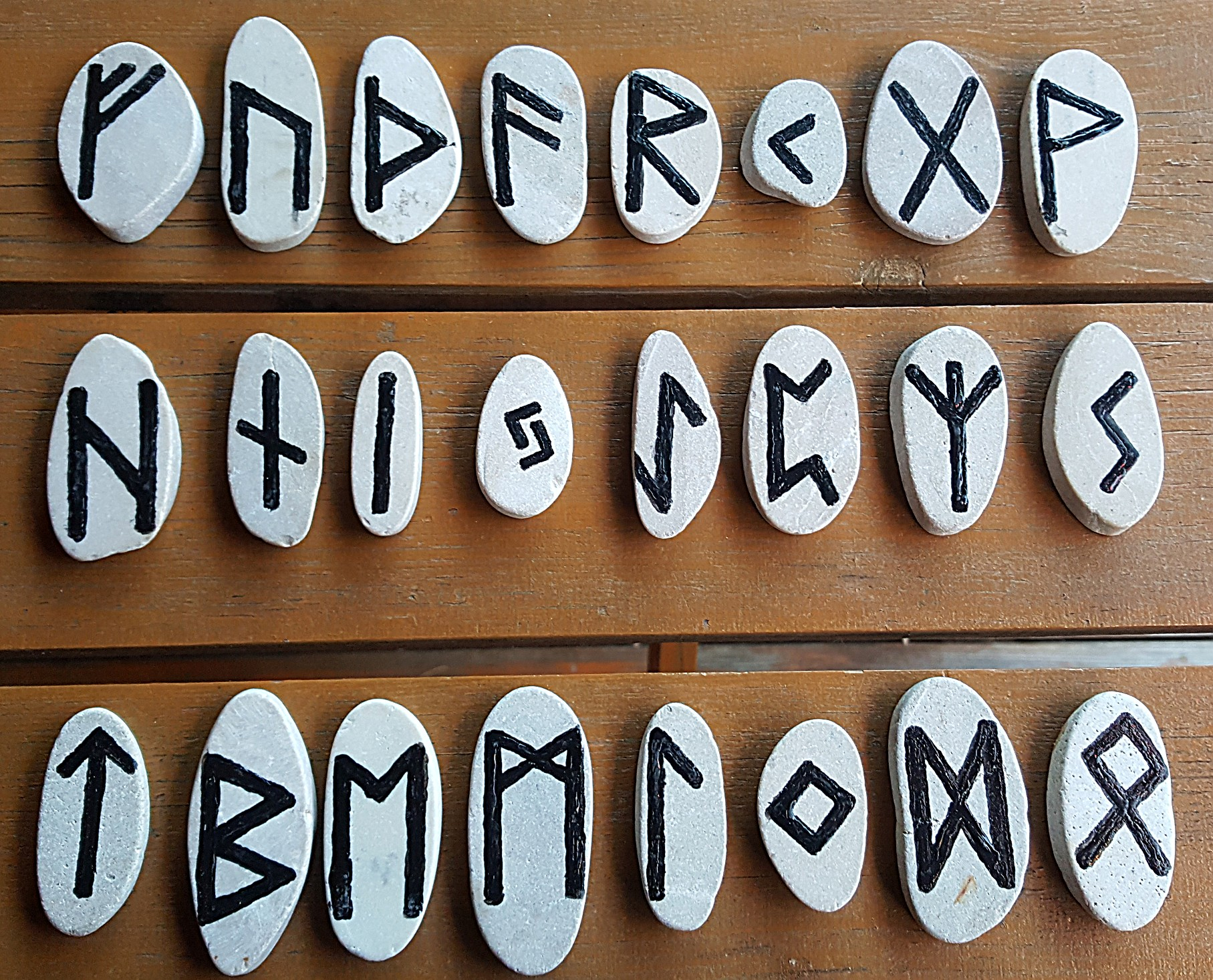
Старший футарк

Древнескандинавское и англосаксонское run, древнеисландское runar и древненемецкое runa связаны с германским корнем ru и готским 𐍂𐌿𐌽𐌰 (rūna), означающим «тайна», а также древненемецким runen (совр. raunen), означающим «таинственно шептать». Такое название, видимо, обусловлено тем, что древние германцы приписывали рунам некие мистические свойства.

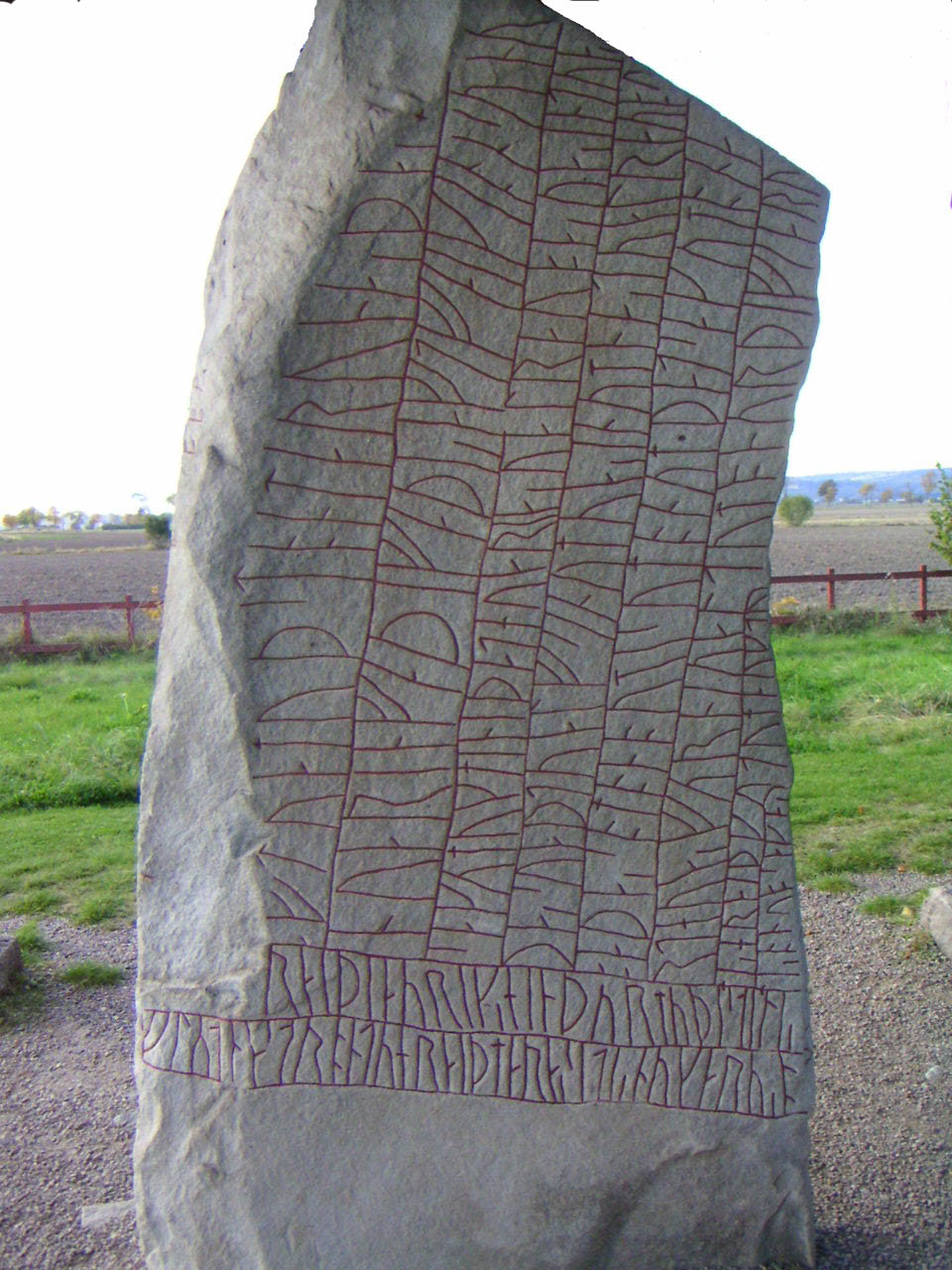
Руническая надпись на камне из Рёка, восточная сторона

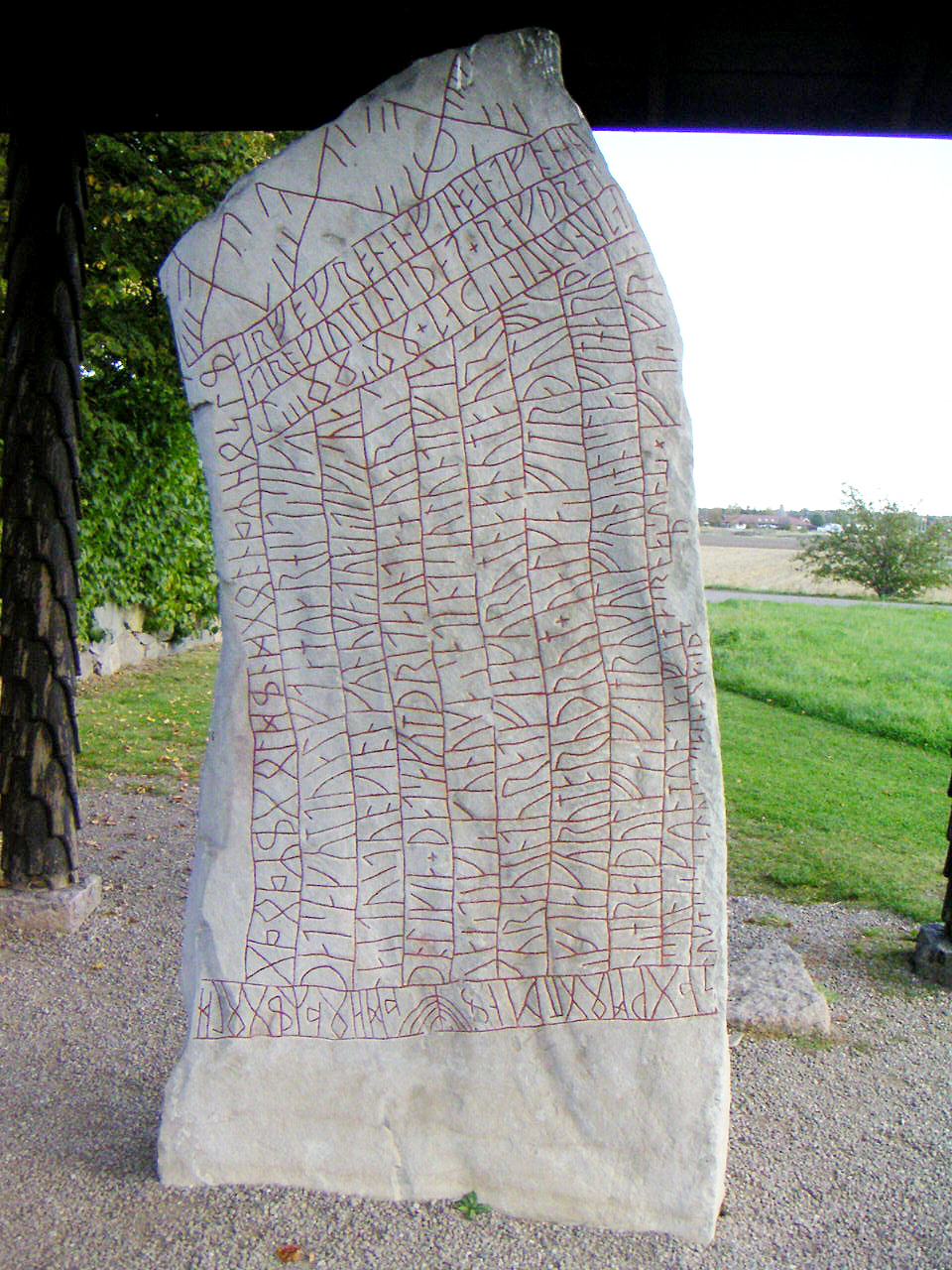
Руническая надпись на камне из Рёка, западная сторона

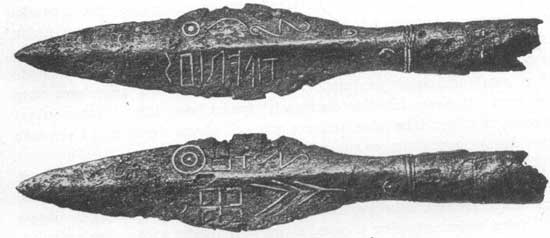
Надпись на копье из Ковеля (Западная Украина). Образец ранней рунической надписи (IV в.), написанной бустрофедоном. Надпись гласит: Tilarids, что значит «целеустремлённый»

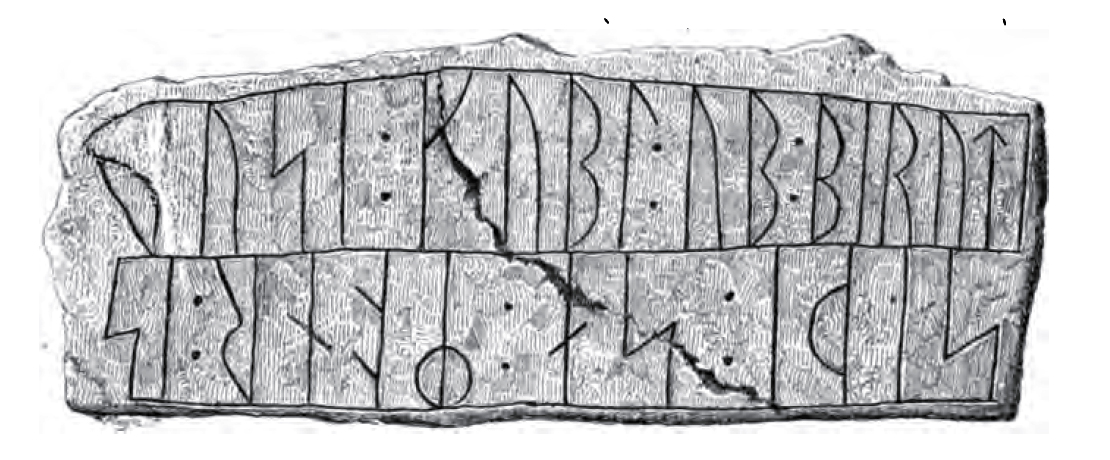
Сторона B рунического камня из Дании. Надпись читается как þusi : kubl : ub : biruti, что переводится как «Чародеем будет тот человек, который разрушит этот памятник»

Главной отличительной особенностью рунического алфавита является порядок букв в алфавите; условно его называют «футарк» («fuþark») — по первым шести буквам. Такой алфавитный порядок не встречался больше ни в одной письменности.
Алфавит делился на три рода (исл. Ættir «эттир», норв. Ætt «атт»); в каждом имеется по 8 рун. В первый эттир входили руны f, u, þ, a, r, k, g, w. Во второй — h, n, i, j, é (ih-wh), p, R (z), s. В третий эттир входили руны t, b, e, m, l, ŋ, d, o.
Каждая руна имела своё название. Первоначальные названия рун не сохранились, но существуют реконструкции, например:
| Руна    | Название | Перевод           | Транскрипция |
| ------- | -------- | ----------------- | ------------ |
| 1 эттир |          |                   |              |
| f       | Fehu     | «скот, имущество» | f, v         |
| u       | Uruz     | «зубр»            | u            |
| th, þ   | Þurisaz  | «шип»             | θ            |
| a       | Ansuz    | «бог»             | a            |
| r       | Raidu    | «путь»            | r            |
| k       | Kauna    | «факел»           | k            |
| g       | Gebu     | «дар»             | g, γ         |
| w       | Wunju    | «радость»         | w            |
| 2 эттир |          |                   |              |
| h       | Hagalaz  | «град»            | h            |
| n       | Naudiz   | «нужда»           | n            |
| i       | Isaz     | «лёд»             | i            |
| j       | Jara     | «год, урожай»     | j            |
| ï, ei   | Iwaz     | «тис»             | é (ih-wh)    |
| p       | Perþu    | «кладезь памяти»  | p            |
| R       | Algiz    | «лось»            | -R (-z)      |
| или     | Sowilu   | «солнце»          | s            |
| 3 эттир |          |                   |              |
| t       | Tiwaz    | «Тюр»             | t            |
| b       | Berkana  | «берёза»          | b            |
| e       | Ehwaz    | «лошадь»          | e            |
| m       | Mannaz   | «человек»         | m            |
| l       | Laguz    | «озеро»           | l            |
| ŋ       | Iŋwaz    | «Ингви»           | ŋ            |
| d       | Dagaz    | «день»            | d, ð         |
| o       | Oþila    | «наследие»        | o            |

Направление письма — слева направо, но в ранних надписях встречается бустрофедон. Так, на копье из Ковеля надпись читается справа налево, причём сами руны тоже повёрнуты в обратную сторону, как северноэтрусские и греческие буквы в ранних памятниках древнегреческой письменности. Слова разделялись с помощью точки, двоеточия или креста.

## Символы

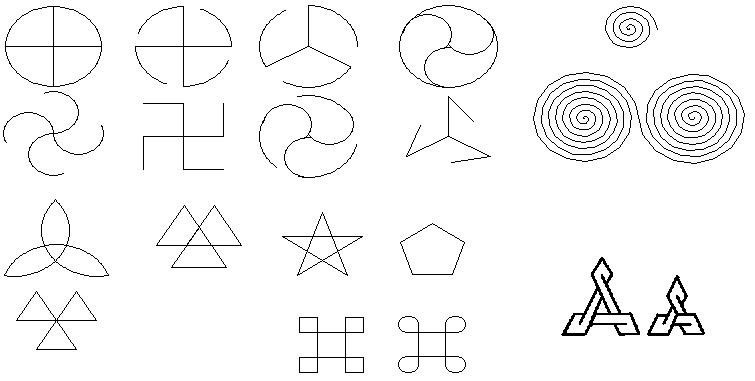
Символы на рунических камнях

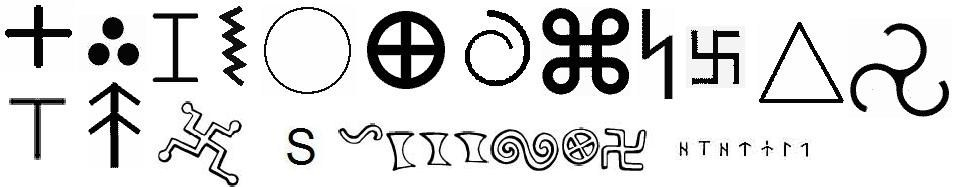
Символы на брактеатах

На рунических камнях встречаются различные символы: формы свастик, четырёхсегментные символы, трикветры, трискелионы, пентаграммы, спирали. Гораздо разнообразнее были символы на брактеатах: на них встречались также орнаменты из трёх и более точек, треугольники, кружки, T-образные, S-образные, I-образные символы, зигзаги.

## Рунические памятники

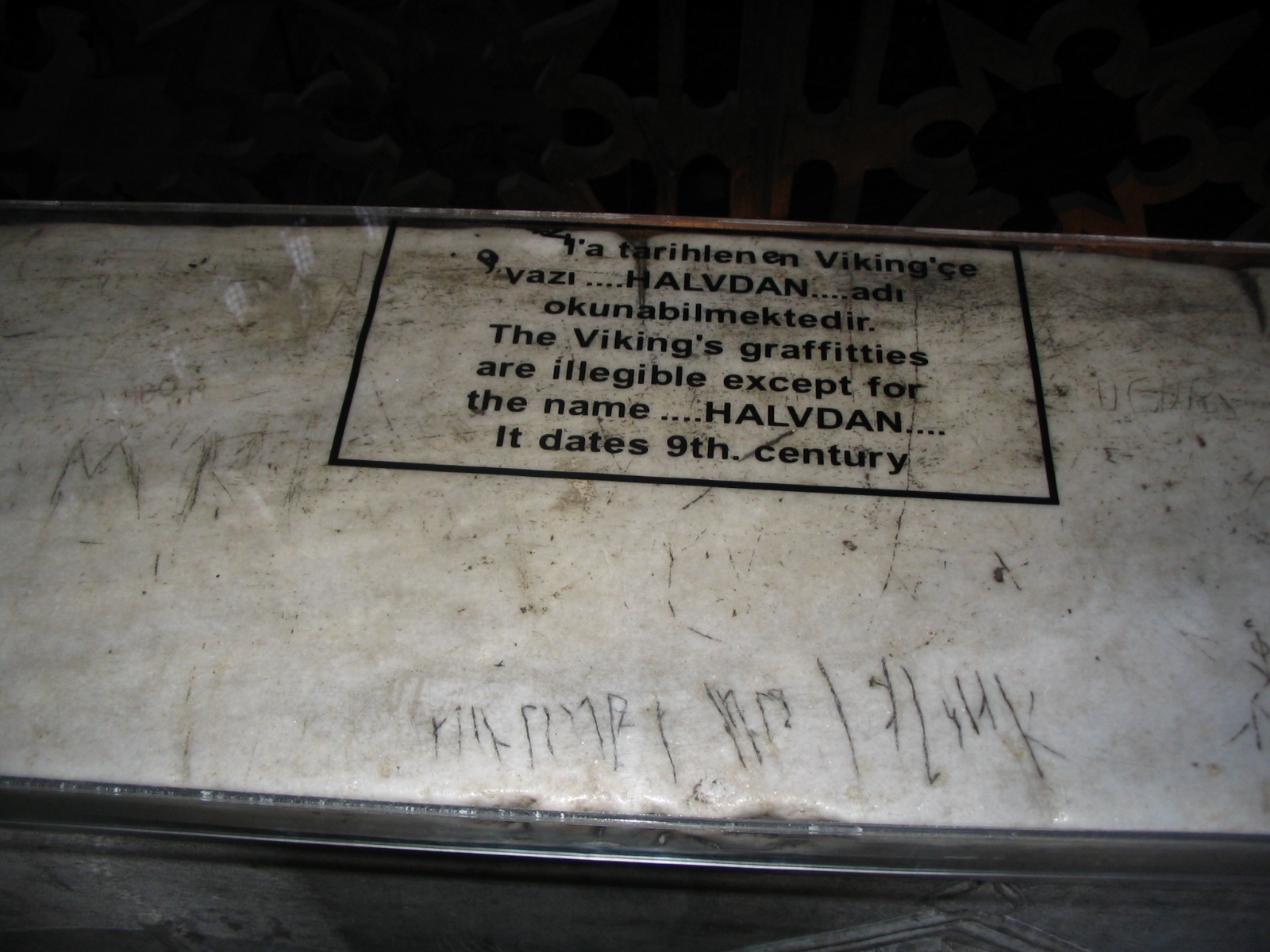
Скандинавская руническая надпись в Софийском соборе в Константинополе

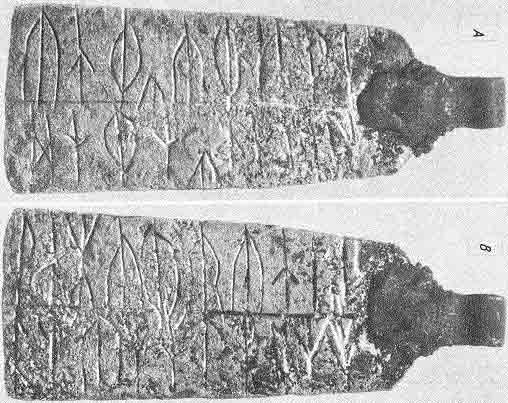
Скандинавская руническая надпись на амулете из Старой Ладоги

Всего было найдено около 5000 рунических надписей, из них 3000 — в Швеции.
Наиболее древние памятники рунического письма были обнаружены в Дании; всего там найдено около 500 рунических надписей.
Около 600 рунических надписей было найдено в Норвегии; около 140 — на Британских островах; около 60 — в Гренландии; около 70 — в Исландии.
Несколько надписей было найдено в России, Латвии, Украине, Германии и Австрии.
Также рунические надписи были обнаружены во Франции, Греции, Румынии, Турции и Нидерландах.
Крупное собрание рунических камней находится в коллекции университета Уппсалы. В современном Стокгольме, в районе Гамластан на углу улиц Кэкбринкен и Пристготан, в цоколь жилого дома вмонтирован древний камень с хорошо сохранившейся вязью рунических надписей.
Одной из наиболее ранних рунических надписей считается надпись на костяном гребне из Вимозе, сохранившемся в болоте на датском острове Фюн. Надпись переводится как harja («имя» или «эпитет») и датируется второй половиной II века. До недавнего времени полагалось, что руническое письмо появилось в III веке, однако последние находки указывают на то, что руны использовались уже в I веке н. э.

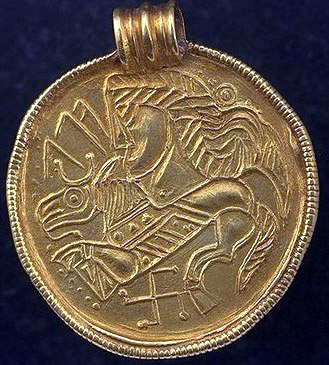
Брактеат с рунами и символом свастики

Большое количество рунических надписей высечено на камнях; также известны брактеаты, представляющие собой круглые золотые пластинки, изначально имитировавшие римские медальоны.
Известны несколько рунических рукописей: «Codex Runicus», «Fasti Danici», «Cotton Domitian», «Codex Salisburgensis, 140». Примечательны рунические надписи в Софийском соборе в Константинополе, а также мраморный лев из афинского порта Пирей, плечо которого покрыто руническими надписями. В 1687 году скульптура была привезена в Венецию в качестве трофея. В Кенсингтоне в штате Миннесота (США) в 1898 году был найден рунический камень, однако вопрос о его подлинности остаётся открытым.
Рунические надписи вырезались или высекались на металле, дереве, камне — у древних германцев искусство резьбы по дереву находилось на высоком уровне. Рунические надписи были самого разнообразного содержания: встречались различные магические надписи и обращения к богам, но по большей части рунами писались мемориальные надписи. Ярким примером тому может послужить рунический камень из Рёка, восхваляющий короля Тьордика, жившего в VI веке, однако первые строки надписи на нём гласят: «О Вемуде говорят эти руны. Варин сложил их в честь павшего сына», что может говорить о поминальном значении камня.
Некрологом служит и другой рунический камень из Норвегии. Он гласит: «Энгль воздвиг этот камень в память о своём сыне Торальде, который умер в Витахольме, между Устахольмом и Гардаром».
Другие рунические памятники восхваляли доблесть викингов, вернувшихся из путешествий. Рунические камни, такие как камень из Хиллершё (Швеция), говорят об исключительных правах женщин у германцев — праве женщины на владение собственностью. Рунами высекались имена владельцев оружия, художников. Известны и рунические надписи бытового характера. Большое количество рунических надписей представляют брактеаты; также известны рунические календари.

## Происхождение

### Греко-латинская версия

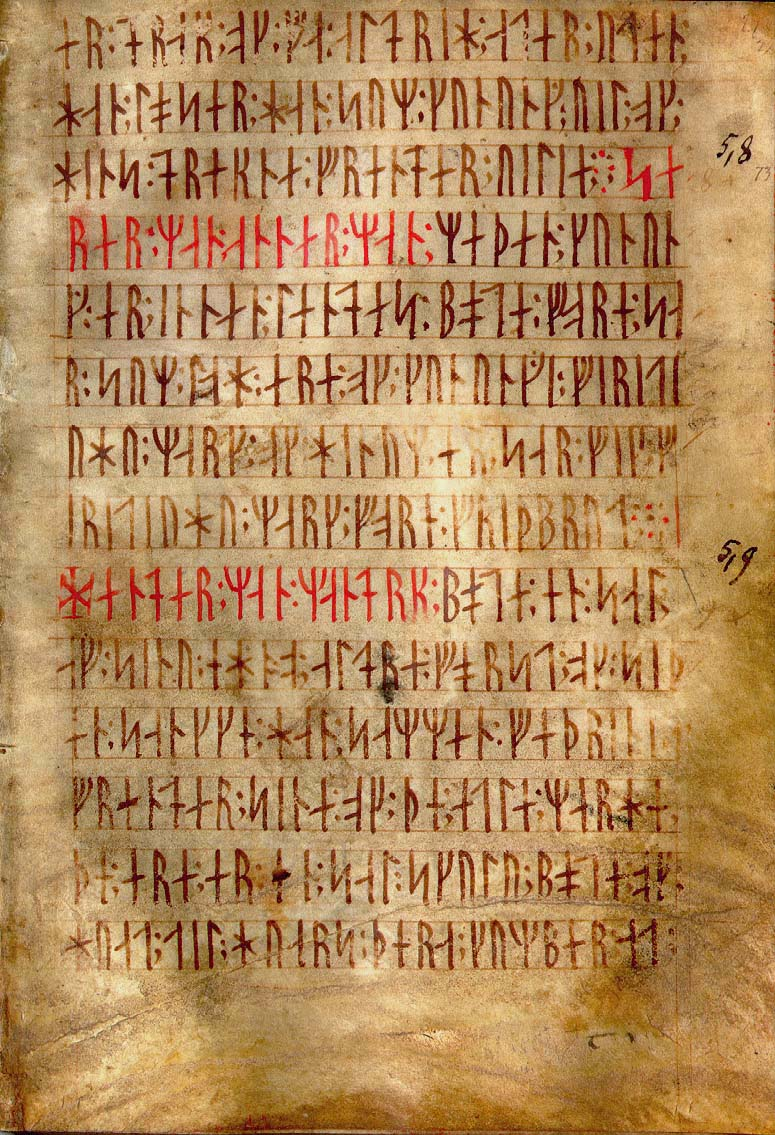
Страница из рунической рукописи «Кодекс Рун»

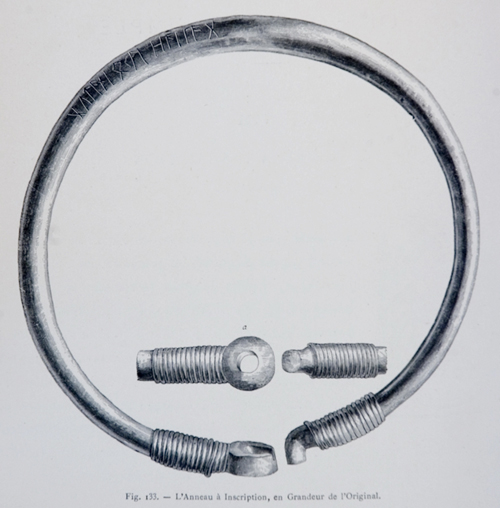
Золотое кольцо из Пьетроассы

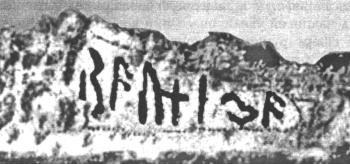
Надпись на наконечнике копья из Эвре Стабю

Касательно вопроса происхождения рун имеется большое количество гипотез. Форма рун, удлинённая и колючая, натолкнула Исаака Тейлора на мысль, что руны произошли от греческого алфавита, использовавшегося в VI веке до н. э. на берегу Чёрного моря. Создателями рун Тейлор считал готов, в ту эпоху якобы населявшим Северное Причерноморье, хотя на самом деле они мигрировали туда на 900 лет позже. Ряд других учёных видит предка рунической письменности в греческой скорописи последних веков до нашей эры.
Людвиг Франц Адальберт Виммер выдвинул теорию о происхождении рун из латинского письма конца II века н. э. Латинской теории придерживается и Сигурд Агрелл, полагая, что дата возникновения рун — I век. По предположению Отто фон Фризена, руны были изобретены готами в II—III веках н. э. на основе греческого и латинского алфавитов.
Бредсдорф считал, что руны происходят от готской письменности. Эта версия отвергается другими исследователями, так как наиболее древние рунические надписи достоверно датируются не позже III века, тогда как готская письменность была изобретена лишь в IV веке.

### Северноэтрусская версия
Наиболее популярна теория о происхождении рунического письма от одного из северноэтрусских алфавитов, которую предложил в 1928 году рунолог Карл Марстрандер.
Эту версию поддерживают большинство учёных[каких?]. Есть теория о смешанном происхождении рун из северноэтрусского и огамического алфавитов (её предложил Хаммерстрем); кроме того, по предположению Файста, кроме этих двух письменностей на руны могла оказать влияние латиница.

### Переднеазиатская версия
Лидийский алфавит имеет ряд букв, совпадающих с рунами (по написанию, но не по обозначению звуков). Этот алфавит, по-видимому, возник от финикийского алфавита параллельно с греческим. Эта письменность вымерла в III веке до н. э., и примерно в это же время руны появились в Европе, впитав и ряд букв латиницы. Некоторые руны имеют точные соответствия в других переднеазиатских алфавитах — например, в южноаравийском письме руны: Gebo, Berkana, Ing (в скандинавском варианте).

### Нетрадиционные версии
В 1930—1940-х годах в Германии разрабатывалась теория «Urrunen», согласно которой руны происходят от неких прарун, от которых произошёл в том числе северносемитский алфавит, а следовательно, и все алфавитные письменности мира. Эта теория разрабатывалась исключительно с целью «германизации» алфавита и не заслуживает доверия. До сих пор доподлинно неизвестно, с какой целью создавались руны: были ли это знаки для гадания, либо же руны изначально задумывались как письменность.
Сигурд Агрелл, шведский профессор Лундского университета, в 1932 году выдвинул эзотерическую теорию, согласно которой руна f была последней, а не первой в руническом алфавите. Он считал, что, расставив руны именно в таком порядке, можно было понять некий тайный смысл рунического шифра. Эта теория не была принята в научном мире, но у неё нашёлся ряд последователей, таких как Томас Карлссон. Он опубликовал первые монографии по теории футарка после работ Агрелла. Другим известным последователем теории футарка является оккультист Кеннет Медоуз.

### Мифологическая версия
Согласно скандинавской мифологии, руны открылись Одину, когда он, пронзив себя копьём, девять дней и ночей провисел на Мировом древе без еды и питья, после чего, утолив жажду священным (шаманским) мёдом от его деда Бёльторна, он услышал руны и начертал первые из них копьём на Древе собственной кровью.

## Развитие письменности

### Ранние, общегерманские, или праскандинавские руны

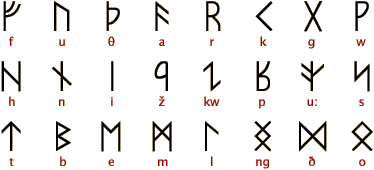
Готские руны

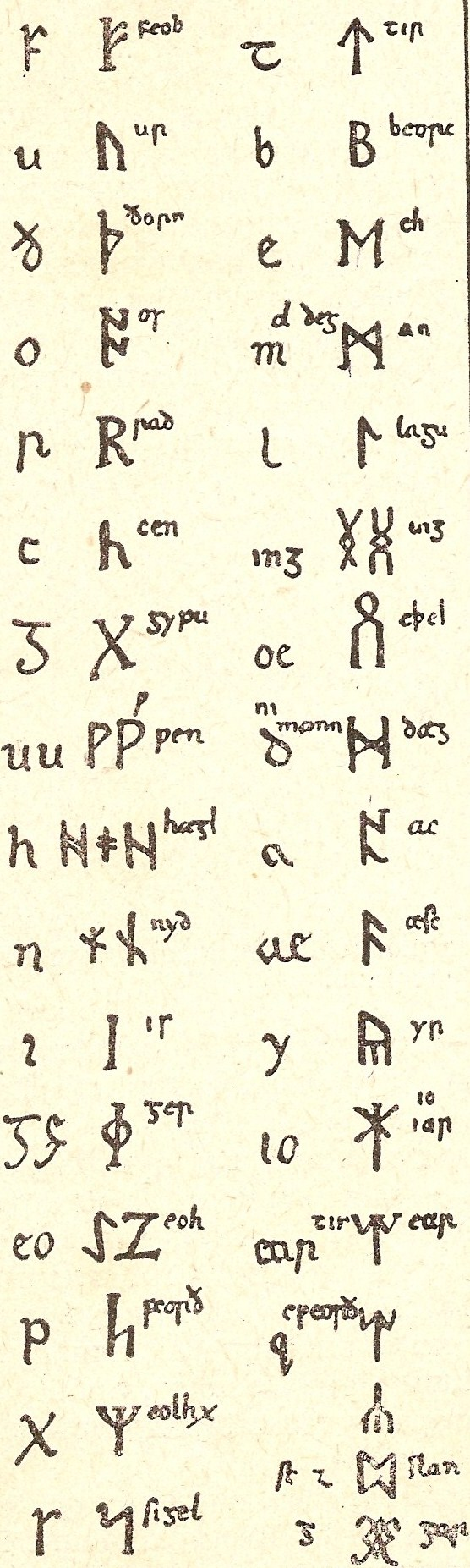
Англосаксонские руны согласно рукописи «Cotton Domitian»

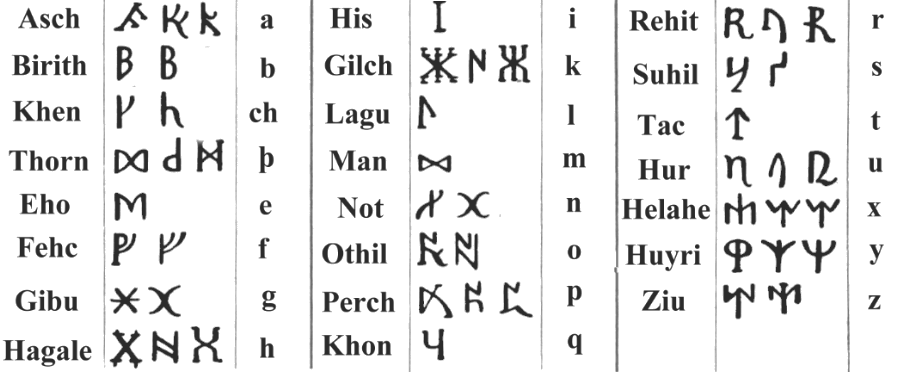
«Маркоманнические руны»

Существовало несколько различных типов рун; наиболее ранним является праскандинавский вариант, использовавшийся в общегерманском языке. Он применялся в период с I по VIII век н. э. (в истории германских народов это римский железный век и германский железный век), и его иногда называют «старшим футарком» или «старшими» рунами. «Старших» рун всего 24; они встречаются на оружии, украшениях и памятных камнях-стелах. Именно «старшие» руны применялись позже (до XIII в.) в магических и сакральных целях. «Младшие» руны (IX—XIII вв.) использовались для создания мемориальных надписей и не имели сакрального значения.
Всего известно около 150 предметов (детали вооружения, амулеты, надгробные камни) с ранними руническими надписями III—VIII веков. Большинство надписей состоит из единственного слова (обычно имени), что вкупе с магическим использованием рун приводит к невозможности полноценно прочесть около трети надписей. Язык древнейших рунических надписей архаичнее готского — самого раннего германского языка из зафиксированных в прочих письменных памятниках.

### Готские руны
Также выделяют готские руны, являющиеся ранней разновидностью общегерманских. Они использовались в Восточной Европе в I—IV веках н. э.
Обычно к готским руническим надписям относят надпись на наконечнике копья из Ковеля (Украина), на золотом кольце из Пьетроассы (Румыния), а также надпись на наконечнике копья из Эвре Стабю (Норвегия). Надпись гласит: raunijaz — «испытывающий». Её считают самой ранней рунической надписью.
В надписи на наконечнике копья из Ковеля знаки T и D по форме близки к латинскому алфавиту, а не к футарку. Ещё одной нетрадиционной особенностью надписи является направление письма справа налево.

### Англосаксонские руны

Англосаксонские руны

В связи с переселением ряда германских племён на Британские острова (англов, саксов, ютов) в их языке произошли фонетические изменения: был добавлен ряд новых гласных звуков, в результате чего общегерманский рунический алфавит стал непригоден. Так возник англосаксонский рунический алфавит. К VII веку были добавлены две новые руны — Ac, которая обозначала долгий звук [ɑ:], и Æsc, которая обозначала звук [æ]. Позже были добавлены руны Yr для [y]; Ior для дифтонга [io]; Ear для дифтонга [ea]; Cweorþ для [q]; Calk для [k]; Stan для звукосочетания [st] и Gar для тяжёлого [g]. Списки англосаксонского рунического алфавита сохранились в рукописях «Codex Salisburgensis, 140», «Cotton Domitian (Codex Cotton)», а также на скрамасаксе (коротком мече), найденном в Темзе. Несколько старых рун изменили своё фонетическое значение: a стала обозначать звук [o]; z — [x]. Названия старых рун были сильно изменены, а точнее, переведены на англосаксонский язык. Они стали следующими: Feoh, Ur, Þorn, Or, Rad, Cen, Gyfu, Wen, Hagl, Nyd, Is, Ger, Ih, Peorþ, Eohlx, Sigel, Tir, Beorc, Eh, Man, Lagu, Ing, Oeþel, Dæg.
Новые руны переводились следующим образом: Ac — «дуб»; Æsc — «ясень»; Yr — «лук (оружие)»; Ior — «змей»; Ear — «земля»; Calc — «потир»; Stan — «камень»; Gar — «копьё». Значение руны Cweorþ неизвестно.

### «Маркоманнические» руны
В трактате «De Inventione Litterarum», который сохранился в рукописях VIII и IX веков, найденных главным образом в Каролингской империи, упоминается любопытная смесь общегерманских и англосаксонских рун, которая была названа «маркоманнические руны», хотя к самим маркоманнам не имеет никакого отношения и, вероятно, была создана, чтобы сделать руны полностью эквивалентными латинскому алфавиту.

### Северные, или скандинавские руны

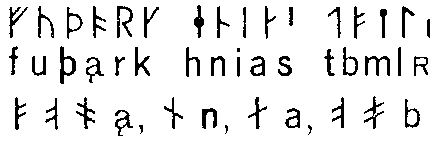
Шведско-норвежские руны

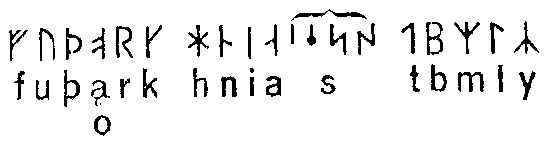
Норвежские руны

К началу IX века в странах Скандинавии общегерманский рунический алфавит пошёл в другую сторону развития. В древнескандинавском языке также произошли некоторые изменения, обогатился звуковой ряд языка, поэтому общегерманские руны стали также недостаточно передавать звуковой состав языка, но, в отличие от англосаксонских рун, в скандинавских рунах количество знаков не увеличивалось, а уменьшалось. Были исключены руны g, w, ih-wh, p, z ŋ, d, o. Из англосаксонского рунического алфавита была добавлена руна Yr. Таким образом, алфавит стал состоять из шестнадцати рунических знаков. Названия рун также сильно изменились: Fe, Ur, Þurs, Åss, Reið, Kaun, Hagall, Nauð, Iss, Ar, Sol, Tyr, Bjarkan, Maðr, Løgr. Что же до оставшихся праскандинавских рун, то каждая из них стала обозначать несколько похожих звуков: руна Ur стала обозначать звуки [u], [o], [ø], [w]; þurs — [þ], [ð]; Åss — [å], [ą], [æ]; Kaun — [k], [g], [ŋ]; Iss — [i], [e], [ø], [y]; Ar — [a], [æ], [e], [ø]; Tyr — [t], [d], [nd]; Bjarkan — [p], [b], [mb]. Обычно различают два типа скандинавских рун — датские и шведско-норвежские. Датские руны подверглись наименьшему изменению во внешнем виде; они использовались в IX—XI веках. У шведско-норвежских же рун была тенденция к графической минимализации знака. Так, руны s и y сократились до одной черты. Шведско-норвежские руны использовались в IX—X веках. Позже стал выделяться норвежский вариант; по начертаниям он приблизился к датскому. Скандинавские руны, а также все последующие, называют также «младшими» рунами.

### Хельсингские руны

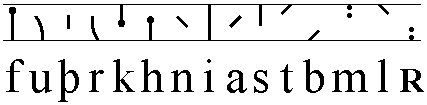
Хельсингские руны

Тенденция к сокращению написания знаков в шведско-норвежских рунах проявила себя в хельсингских рунах. Эти руны хоть и использовались в Хельсингланде (Швеция), но, вероятно, были изобретены в районе озера Меларен. Надписи, сделанные хельсингскими рунами, датируются XI веком.

### Мэнские руны

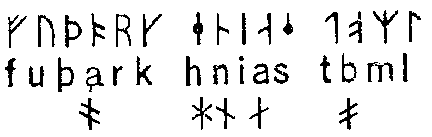
Мэнские руны

Тенденция к сокращению сохранилась и в норвежских рунах. Так, в XI—XII веках на острове Мэн использовался собственный вариант норвежских рун. Его отличительной особенностью является отсутствие 16-й руны. Надписи, сделанные этим письмом, разделяют на два типа: где четвёртая руна обозначала звук [ą] и где она обозначала [o].

### Пунктированные руны
Пункти́рованные руны возникли в XI веке в Дании и Норвегии. Они были созданы с целью усовершенствовать скандинавские руны, так как те, ввиду большого количества фонетических значений у каждой руны, не могли с точностью передавать написанное. Поэтому были добавлены знаки для c, d, g, o, p, v, ð, æ, ø, z. Стимулом к расширению алфавита послужил опыт англосаксонских рун. Своим названием пунктированные руны обязаны точкам, которые добавлялись к рунам при образовании ð из þ; p из b; y.

### Исландские руны

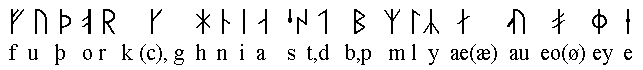
Исландские руны в начале XII века

Исландские руны считаются развившимся вариантом пунктированных рун. Они использовались в Исландии в XII—XIV веках. В позднюю эпоху в исландских рунах стали резко изменяться формы отдельных рун. Так, руна y приняла форму , p — , а q — . Появилась тенденция к замене мелких чёрточек и точек на кружочки в рунах d (), e (). Появились «сокращённые формы рун» (Viktigste islandske særformer): руны  (d),  (e),  (k),  (q),  (s),  (x),  (y),  (z),  (ö).

### Гренландские руны

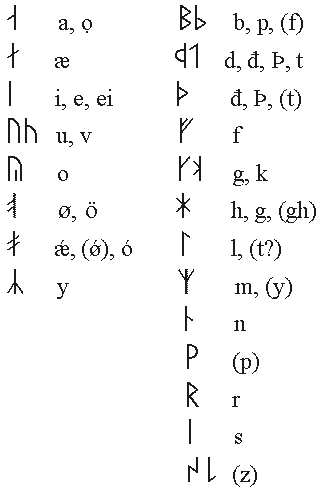
Гренландские руны

Гренландские руны также произошли от пунктированных; они использовались приблизительно в одно время с исландскими. Всего в Гренландии было найдено около 60 рунических надписей, 35 из них — в Восточном Поселении, 20 — в Западном Поселении. Старейшая руническая надпись Гренландии относится к XIV веку и была найдена в Нарсаке, к северо-западу от Юлианехоба.

### Далекарлийские, или дальские руны

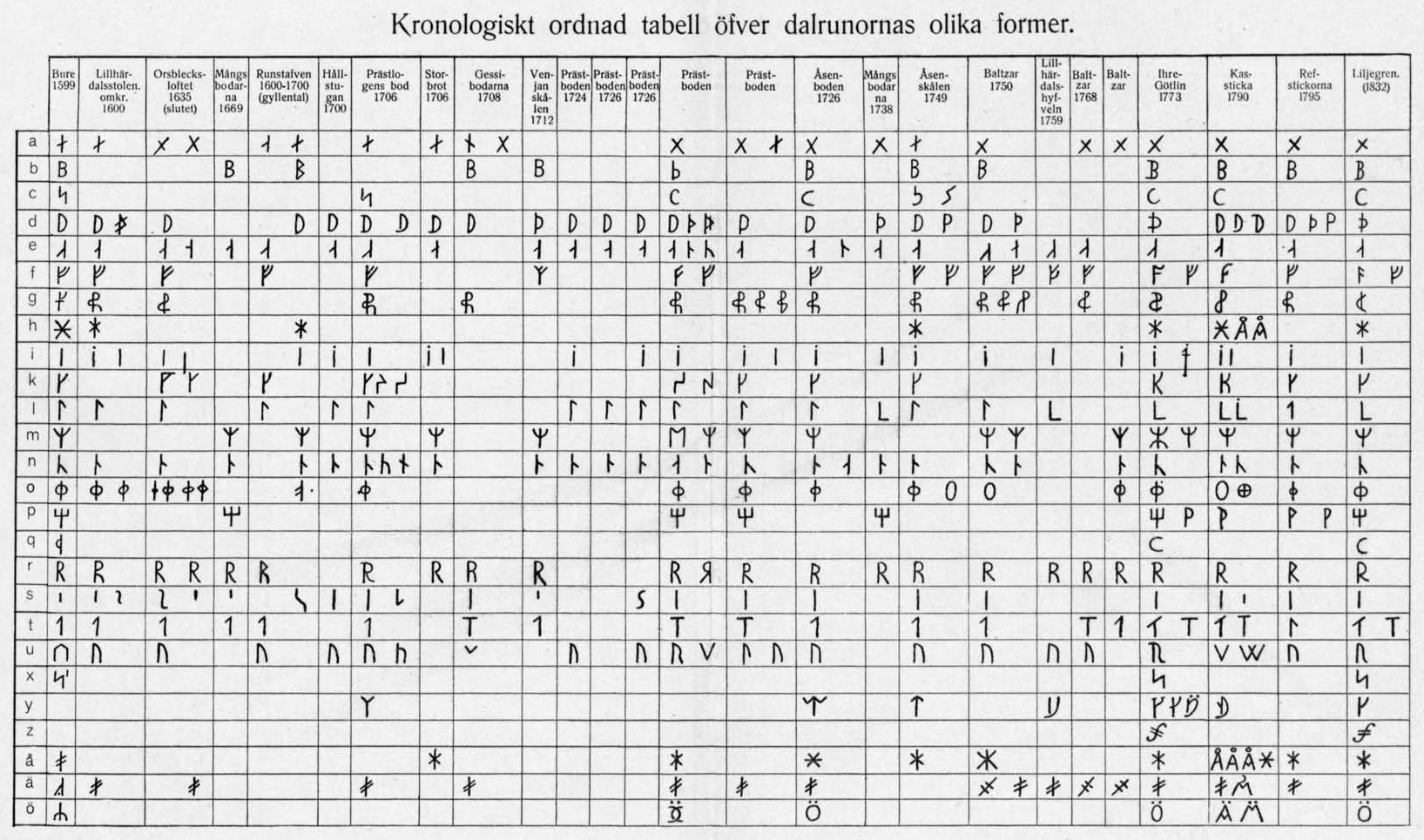
Далекарлийские руны

Далекарлийские, или дальские руны использовались в провинции Даларна (Швеция) с XV до XIX века. Они по своим начертаниям сильно приблизились к латинице, появились чисто латинские формы букв (Ä, Ö, Å, G). Этот вариант стал последним используемым в качестве письменности и был окончательно вытеснен латиницей.

### Влияние на другие письменности

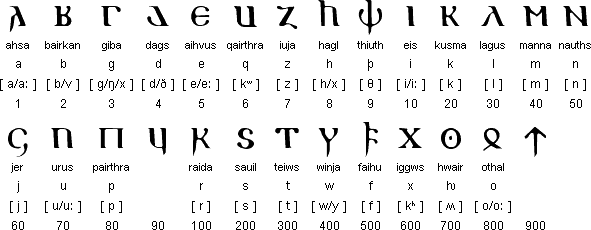
Готское письмо

Епископ Вульфила создал готскую письменность на основе греческого алфавитного ряда с использованием латинской и рунической письменностей. Из рунической письменности готский алфавит унаследовал названия букв, хотя они были немного изменены: ahsa, bairkan, giba, dags, aihvus, quairtha, iuja, hagl, thiuth, eis, kusma, lagus, manna, nauths, jer, urus, pairthra, raida, sauil, teiws, winja, faihu, iggwis, hwair, othal. К рунической письменности можно возвести готские буквы urus, othal.
К рунической письменности также восходят добавочные буквы в староанглийском и исландском алфавитах, основанных на латинице: Þ (торн) и Ƿ (винн; только в староанглийском).

## Руническая тайнопись

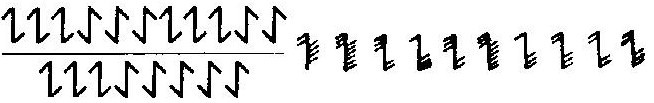
Руническая тайнопись на боковой стороне камня из Рёка. Надпись читается как ruv [s]akumukmini

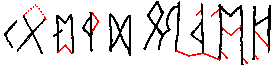
Надпись на камне из Тёрвики (красным выделены лишние линии, пунктиром — недостающие)

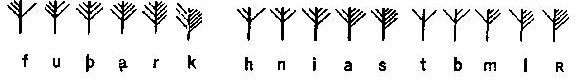
«Ветвистые руны»

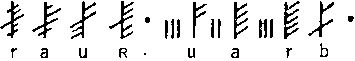
Надпись из Вольсты

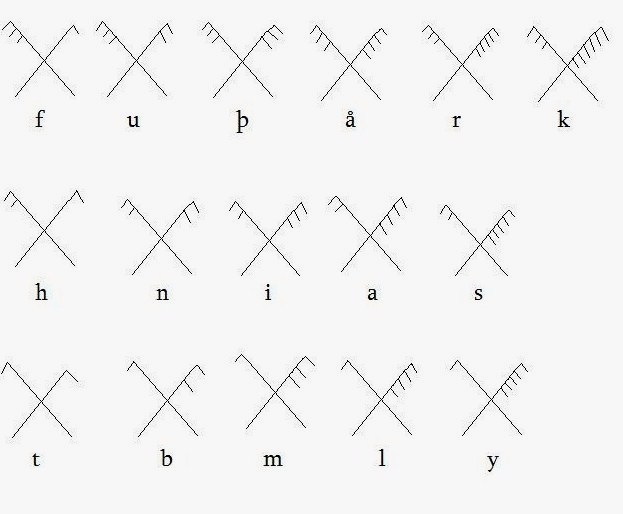
«Шатровые руны», обозначения рун в верхней половине

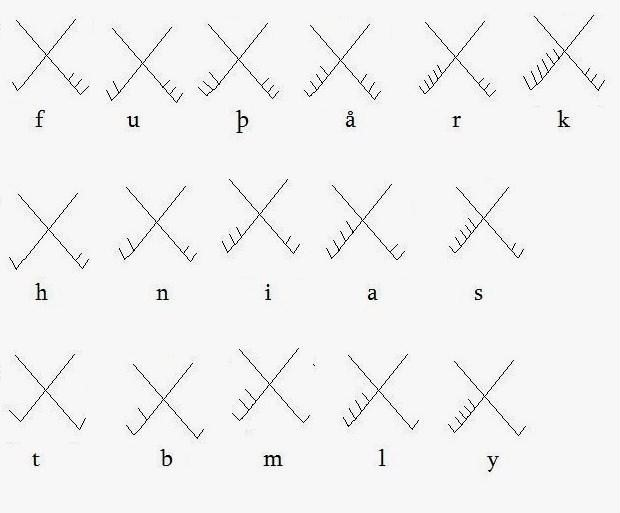
«Шатровые руны», обозначения рун в нижней половине

Известно несколько простых способов шифрования рунических знаков. Были распространены так называемые «вязаные руны», в которых совмещалось несколько рун на одной черте. Другим видом рунической тайнописи является принцип, где вместо самой руны отображался номер Эттира, в который входила руна, и порядковый номер руны внутри Эттира. Эта система использовалась исключительно в скандинавских рунах. Номер Эттиров менялся на обратный. Так, 1 Эттир в тайнописи обозначался как 3, 3 — как 1, а 2 — как 2. На камне из Рёка представлено большое количество разновидностей тайнописи, особенность которых заключается в том, что в 3 (в тайнописи — 1) Эттир входят руны не t, b, m, l, y, а руны t, b, l, m, k. Существовало несколько способов отображения этого принципа. В kvistrunir («ветвистые руны») от длинной линии отходят чёрточки: их количество слева обозначало номер Эттира, справа — руны. Tjaldrunir («шатровые руны» или «крестовые руны») отличается от kvistrunir тем, что один знак обозначает два звука: от креста отходят чёрточки, сверху слева — номер Эттира, сверху справа — номер руны; снизу справа — номер Эттира второй руны, снизу слева — её номер внутри Эттира. Оба этих типа тайнописи представлены на камне из Рёка. Другой тип подобной тайнописи, представленный на камне из Рёка, представляет собой шифровку, где номер Эттира обозначался общегерманскими рунами o, а номер руны — шведско-норвежскими s. На камне написано «oossoosss», что обозначает «ni». Также на этом камне присутствует вид тайнописи, где номер Эттира обозначался общегерманской руной ih-wh, перевёрнутой в обратную сторону, а номер руны — обычной общегерманской руной ih-wh. В некоторых других случаях (надпись из Вольсты) номер Эттира обозначался шведско-норвежскими рунами y, а номер руны, как и в «ветвистых рунах», — количеством чёрточек с правой стороны основной линии.
Богат уникальными видами рунической тайнописи Берген. В Бергене были найдены две уникальные деревянные дощечки с разновидностями «ветвистых рун»: на одной вместо средней линии было изображение рыб, на другой дощечке номера Эттира и руны обозначались линиями бороды мужской головы. Также в Бергене использовалась такая система шифровки рун, где руна f обозначалась как, собственно, f; u — как ff; þ — fff; o обозначалось собственно руной o; r — oo; k — ooo и т. д.; руна y не шифровалась. В рукописи «Codex Salisburgensis, 140» дана система замены гласных точками: a — одной; e — двумя; і — тремя; o — четырьмя; u — пятью. Также известен вид тайнописи, заключающийся в обратном написании отдельных рун, добавлении к рунам лишних чёрточек и удалении нужных. Он представлен надписью на камне из Тёрвики.

## Рунические календари

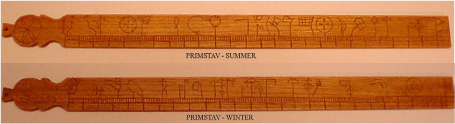
Рунический календарь

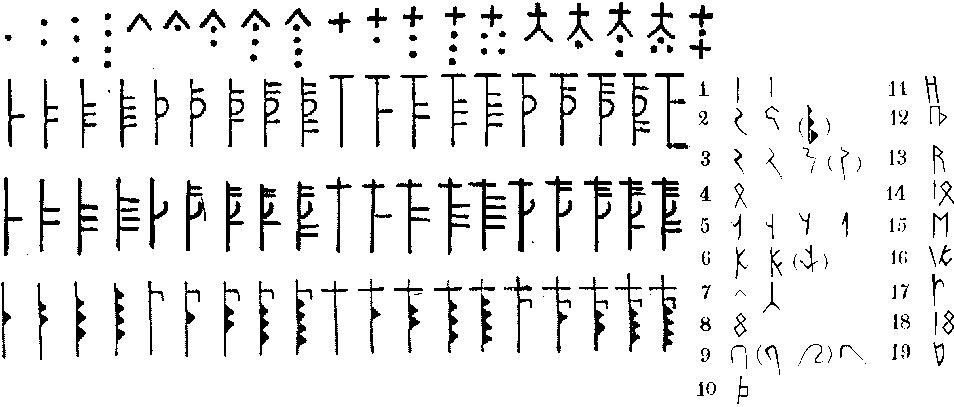
Обозначения девятнадцати «золотых чисел» в поздних рунических календарях

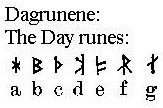
Обозначения дней семью рунами на ранних рунических календарях

Существовали также рунические календари — разновидности «вечного календаря». В Дании их называли римстоками (от rim — «календарь» и stok — «палка»), в Норвегии — проиставами (от prim «золотое число»). Они чаще всего имели вид палки или посоха длиной от нескольких дюймов до 5 футов. Эти календари использовались в Скандинавии и, возможно, уходят своими корнями в далёкое прошлое, но самые ранние из найденных датируются XIV веком. Для науки интерес представляет рукопись Оле Ворма «Computus Runicus» — копия рукописи 1328 года, в которой был полностью записан рунический календарь. На одной стороне обозначались числа с 14 апреля по 13 октября (Nottleysa — «безночные [дни/сутки]», лето по скандинавскому календарю), на другой стороне, соответственно, числа с 14 октября по 13 апреля (Skammdegi — «короткие дни», зима по скандинавскому календарю). Для обозначения дней в рунических календарях изначально использовался повторяющийся порядок из семи рун. Также отмечались девятнадцать «золотых чисел» для нахождения полнолуния. Каждое из девятнадцати чисел отмечалось руной, числовое значение определялось алфавитным порядком, а для трёх недостающих чисел были созданы дополнительные руны: Arlaug () обозначал 17; Tvimaður () обозначал 18; Belgþor () обозначал 19. Праздники обозначались специальными знаками. Эти знаки определялись в основном приметами, связанными с тем или иным праздником. Так, 9 июня — День святого Колумбы — обозначался изображением лосося, так как, согласно примете, в этот день начинался его нерест. 14 апреля — первый день календарного лета — обозначался изображением цветущего куста. 11 ноября — День святого Мартина — обозначался изображением гуся, так как св. Мартин, когда его выбрали епископом, испугался и спрятался среди гусей. В более позднюю эпоху дни стали обозначаться простыми чёрточками, а девятнадцать «золотых чисел» — арабскими цифрами или другими числовыми знаками.

## Языки рунических надписей
Наиболее древние рунические надписи были написаны на древнегерманском языке, однако они не могут в полной мере отобразить общегерманское языковое состояние: ранние надписи, найденные в различных местах, не имеют никаких языковых особенностей и не дают информации относительно развития языка в том или ином регионе. Более поздние рунические надписи написаны на англосаксонском (англосаксонские руны), древнескандинавском (скандинавские руны) языках. Наиболее поздние рунические надписи, сделанные далекарлийскими рунами, написаны на шведском языке. Эльвдальский идиом — рассматриваемый либо как диалект шведского языка, либо как отдельный скандинавский язык — записывался рунами значительно дольше, чем другие скандинавский языки; последнее свидетельство использования рун для его записи относится к началу XX века. В целом, написанное рунами не всегда соответствует произношению ввиду большого количества сокращений в конце слова и отсутствия словораздела в ранних рунических надписях. В связи с этими факторами многие рунические надписи допускают различную интерпретацию.

## В культуре

### Псевдоруны

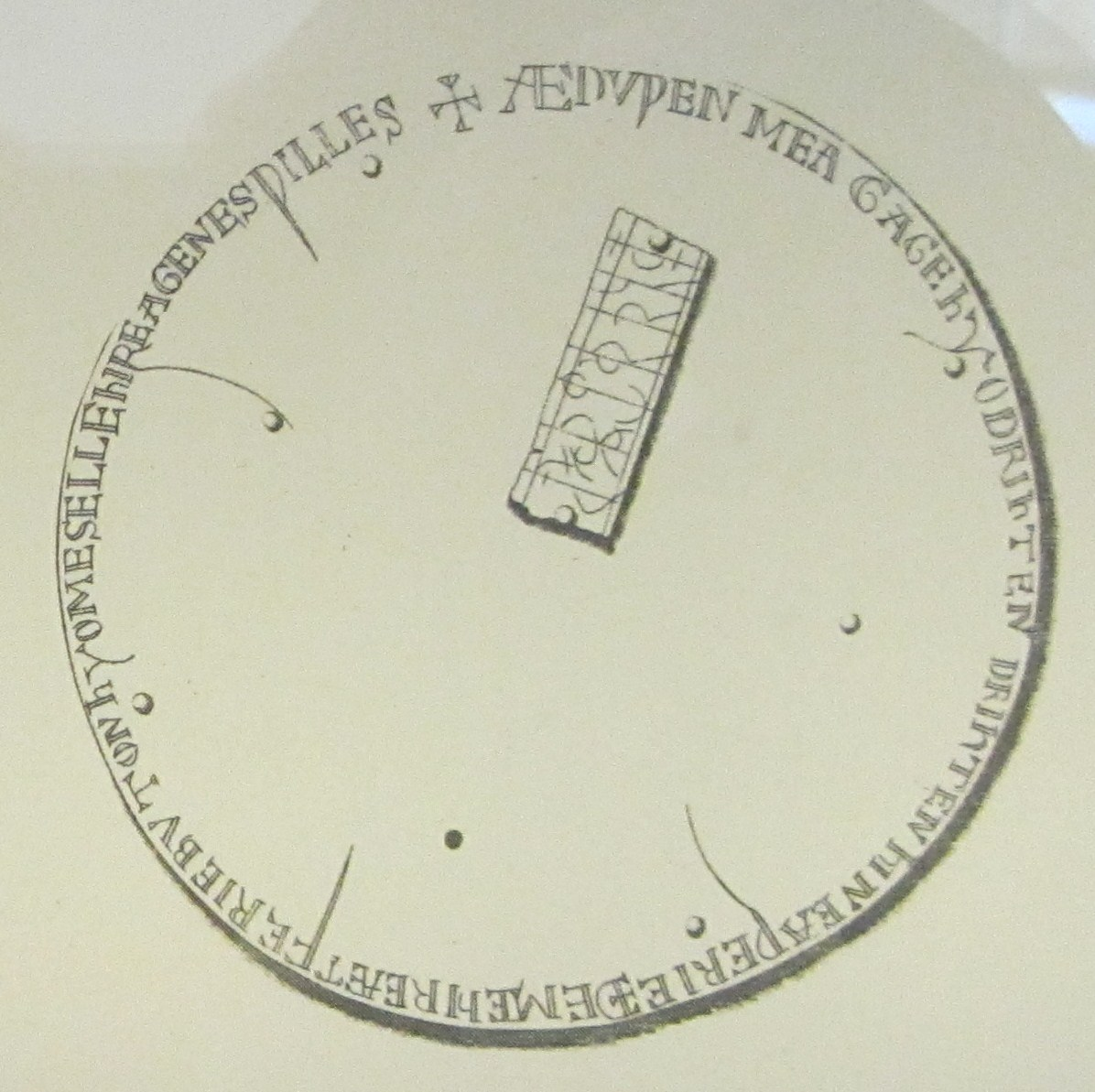
Оборотная сторона броши Эдвен, англосаксонской серебряной дисковой броши XI века с семью псевдорунами на серебряной полосе в центре

Со Средних веков известны псевдоруны, символы, которые выглядят как германские руны, но не являются настоящими рунами. Термин в основном используется для резных символов эпиграфических надписей, предназначенных для имитации рун. Псевдоруны отличаются от зашифрованных рун, которые представляют собой символы, используемые в качестве замены стандартных рун, но имеющие предполагаемое прочтение, в то время как псевдоруны не имеют лингвистического содержания.
Термин «псевдоруны» также использовался для рун, «изобретённых» после окончания периода рунической эпиграфики, которые использовались только в средневековых рукописях, но не в эпиграфике. Также термин применяется в отношении исторических шрифтов, внешне похожих на руны, и для современных вариантов латинского алфавита, стилизованных под рунический шрифт.
Псевдорунами могут называться заявленные как руны современные имитации рун.

### Магическое и гадательное значение
Ещё Юлий Цезарь сообщал в середине I века до н. э. о германском обычае гадания на жеребьёвых палочках. Тацит подробнее рассказал о нём:

Срубленную с плодового дерева ветку они нарезают плашками и, нанеся на них особые знаки, высыпают затем, как придется, на белоснежную ткань. После этого, если гадание производится в общественных целях, жрец племени, если частным образом, — глава семьи, вознеся молитвы богам и устремив взор в небо, трижды вынимает по одной плашке и толкует предрекаемое в соответствии с выскобленными на них заранее знаками.

Магические свойства рунам приписывали ещё древние германцы: так, в «Старшей Эдде» можно найти упоминания о неких мистических свойствах рун как оберегов от различных опасностей, обмана, как целебных символов.
Одним из наиболее ранних рунических памятников, где упоминаются магические значения рун, является рукопись «Computus Runicus» датского учёного и врача Оле Ворма, копия рукописи 1328 года.

### В движении фёлькише и оккультизме
Современный гадательный смысл рун ввёл в XIX—XX веках Гвидо фон Лист, немецкий оккультист, последователь немецкого националистического движения фёлькише и создатель учения ариософии, который, помимо прочего, создал рунический «алфавит» специально для гадания — «арманический футарк». Этот алфавит основывался на скандинавских рунах; были добавлены два «знака», названия рун были изменены. Ниже даны их названия в «алфавитном порядке»: Fa, Ur, Thorr, Os, Rit, Ka, Hagal, Nauth, Is, Ar, Sol, Tyr, Bar, Laf, Man, Yr, Ef, Fyfros.

Круговое расположение «арманических рун», 18 псевдорун, созданных Гвидо фон Листом

Гвидо фон Лист утверждал, что германские народы, или «арийцы», имели письменность задолго до христианства. По его мнению, в рунах содержатся зашифрованный тайный смысл, открывавшийся только посвящённым. Нацистский теоретик Герман Вирт, сравнивая доисторические рисунки и орнаменты, видел в них следы первобытной письменности. Это, по его мнению, доказывало существование древнейшей «атланто-нордическую культуры», созданной «атланто-нордической расой» и распространявшейся волнами из Арктики. В 1920-х годах оккультные идеи получили широкое распространение в Германии. Рудольф Йохан Горслебен, пропагандировавший «арийский» мистицизм и идею превосходства «арийцев» над другими расами, был приверженцем магии рун и считал их «проводниками тонких энергий». Одним из его помощников был будущий нацистский расовый теоретик Ханс Гюнтер.
В настоящее время руны используются исключительно как мистические символы для гадания, «зачаровывания» предметов, а также в татуировках и оберегах. Для гадания используется набор из 24 или 25 рун. Как правило, руны наносят на камни, однако гадатели часто пользуются рунами из дерева, кости и даже солёного теста.
Зигфрид Куммер считал, что руны служат как бы мостом, соединяющим человека с древними «арийскими» богами. Он полагал, что каждая руна соответствует положению человеческого тела. Также он считал необходимым петь различные комбинации рун. Впоследствии под влиянием этого Адольф Гитлер использовал руны в нацистской символике. Кюммер писал:

Руническая магия позволяет управлять различными энергетическими потоками, идущими из пяти космических сфер. Для этого необходимо создать соответствующие условия для своего физического тела — то есть принять правильную руническую позу — и настроить своё сознание на восприятие энергетических потоков. Это делается при помощи особых рунических звуков, которые германцы называли «гальд» (galdr — «заклинание», «магическая песня»).

### В нацистской символике
В символике СС не раз встречаются рунические знаки. Так, символом SS были две белые руны s на чёрном фоне. Более того, руны не раз встречаются на символике различных дивизий SS: руна o на эмблеме 7-й добровольческой горнопехотной дивизии «Принц Евгений», 23-й добровольческой горнопехотной дивизии «Кама» и 23-й добровольческой моторизованной дивизии СС «Недерланд»; руна s также встречается на символике 12-й танковой дивизии СС «Гитлерюгенд»; руна t изображена на эмблеме 32-й добровольческой пехотной дивизии «30 января»; руна n — на эмблеме 6-й горнопехотной дивизии СС «Норд».
Руна s была символом организации Юнгфольк — подразделения Гитлерюгенда.
Две руны — s и руна n изображены на наградном знаке SS — Кольцо «Мёртвая голова».
В общей сложности, по указу Гиммлера в символике СС использовалось 14 рун старшего футарка, с помощью которых обозначались основные этапы карьерного продвижения по службе и личные характеристики членов организации. В СС-овских ритуалах использовались различные предметы, украшенные рунами, в том числе кольца, йольские светильники, кинжалы и др.

### В художественной литературе

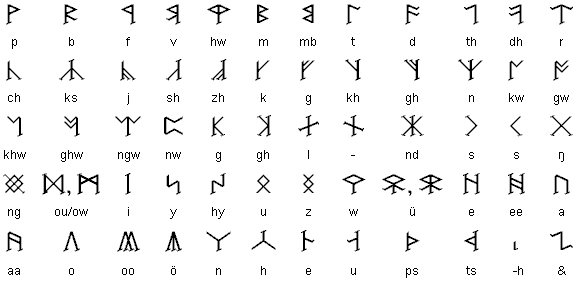
Кирт — одна из письменностей Средиземья

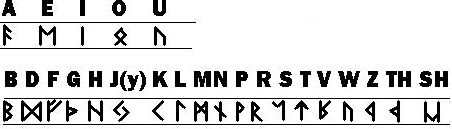
Лунные руны

Дж. Р. Р. Толкин в своих книгах описывал алфавиты, созданные им специально для языков народов Средиземья. Среди них есть две письменности, созданные на основе рунического письма. Одна из этих письменностей — «Лунные руны» (англ. Moon letters) — представляет собой несколько изменённый общегерманский рунический алфавит, которым Толкин «перевёл» аутентичные тексты Средиземья; другая письменность Средиземья — кирт (cirth) — тоже представляет собой по внешнему виду руны общегерманского рунического алфавита, но с другими значениями; их внешний вид упорядочен в соответствии с фонетическими характеристиками звуков.

## В Юникоде
Начиная с версии 3.0 руническим знакам в Юникоде были отведены отдельные позиции (16A0—16F8).
Всего в Юникод занесено 89 рунических знаков, включая различные формы одного и того же знака в зависимости от рунического алфавита, в который тот входил, также в Юникод занесены три словоразделительных рунических знака: точка (16EB), двоеточие (16EC) и крест (16ED), а также три дополнительных знака для обозначения «золотых чисел»: arlaug (16EE), tvimaður (16EF) и belgþor (16F0).
Руны поддерживают свободные Юникод-шрифты: Junicode, Free Mono и Caslon Roman; условно-бесплатные: Code2000, Everson Mono и TITUS Cyberbit Basic.
| 16A0 | ᚠ | fehu feoh fe f       | 16B0 | ᚰ | on                   | 16C0 | ᛀ | dotted-n                | 16D0 | ᛐ | short-twig-tyr t         | 16E0 | ᛠ | ear                  |
| 16A1 | ᚡ | v                    | 16B1 | ᚱ | raido rad reid r     | 16C1 | ᛁ | isaz is iss i           | 16D1 | ᛑ | d                        | 16E1 | ᛡ | ior                  |
| 16A2 | ᚢ | uruz ur u            | 16B2 | ᚲ | kauna                | 16C2 | ᛂ | e                       | 16D2 | ᛒ | berkanan beorc bjarkan b | 16E2 | ᛢ | cweorth              |
| 16A3 | ᚣ | yr                   | 16B3 | ᚳ | cen                  | 16C3 | ᛃ | jeran j                 | 16D3 | ᛓ | short-twig-bjarkan b     | 16E3 | ᛣ | calc                 |
| 16A4 | ᚤ | y                    | 16B4 | ᚴ | kaun k               | 16C4 | ᛄ | ger                     | 16D4 | ᛔ | dotted-p                 | 16E4 | ᛤ | cealc                |
| 16A5 | ᚥ | w                    | 16B5 | ᚵ | g                    | 16C5 | ᛅ | long-branch-ar ae       | 16D5 | ᛕ | open-p                   | 16E5 | ᛥ | stan                 |
| 16A6 | ᚦ | thurisaz thurs thorn | 16B6 | ᚶ | eng                  | 16C6 | ᛆ | short-twig-ar a         | 16D6 | ᛖ | ehwaz eh e               | 16E6 | ᛦ | long-branch-yr       |
| 16A7 | ᚧ | eth                  | 16B7 | ᚷ | gebo gyfu g          | 16C7 | ᛇ | iwaz eoh                | 16D7 | ᛗ | mannaz man m             | 16E7 | ᛧ | short-twig-yr        |
| 16A8 | ᚨ | ansuz a              | 16B8 | ᚸ | gar                  | 16C8 | ᛈ | pertho peorth p         | 16D8 | ᛘ | long-branch-madr m       | 16E8 | ᛨ | Icelandic-yr         |
| 16A9 | ᚩ | os o                 | 16B9 | ᚹ | wunjo wynn w         | 16C9 | ᛉ | algiz eolhx             | 16D9 | ᛙ | short-twig-madr m        | 16E9 | ᛩ | q                    |
| 16AA | ᚪ | ac a                 | 16BA | ᚺ | haglaz h             | 16CA | ᛊ | sowilo s                | 16DA | ᛚ | laukaz lagu logr l       | 16EA | ᛪ | x                    |
| 16AB | ᚫ | aesc                 | 16BB | ᚻ | haegl h              | 16CB | ᛋ | sigel long-branch-sol s | 16DB | ᛛ | dotted-l                 | 16EB | ᛫ | single punctuation   |
| 16AC | ᚬ | long-branch-oss o    | 16BC | ᚼ | long-branch-hagall h | 16CC | ᛌ | short-twig-sol s        | 16DC | ᛜ | ingwaz                   | 16EC | ᛬ | multiple punctuation |
| 16AD | ᚭ | short-twig-oss o     | 16BD | ᚽ | short-twig-hagall h  | 16CD | ᛍ | c                       | 16DD | ᛝ | ing                      | 16ED | ᛭ | cross punctuation    |
| 16AE | ᚮ | o                    | 16BE | ᚾ | naudiz nyd naud n    | 16CE | ᛎ | z                       | 16DE | ᛞ | dagaz daeg d             | 16EE | ᛮ | arlaug symbol        |
| 16AF | ᚯ | oe                   | 16BF | ᚿ | short-twig-naud n    | 16CF | ᛏ | tiwaz tir tyr t         | 16DF | ᛟ | othalan ethel o          | 16EF | ᛯ | tvimadur symbol      |
|      |   |                      |      |   |                      |      |   |                         |      |   |                          | 16F0 | ᛰ | belgthor symbol      |

|      |  | 0 | 1 | 2 | 3 | 4 | 5 | 6 | 7 | 8 | 9 | A | B | C | D | E | F |
| 16A0 |  | ᚠ | ᚡ | ᚢ | ᚣ | ᚤ | ᚥ | ᚦ | ᚧ | ᚨ | ᚩ | ᚪ | ᚫ | ᚬ | ᚭ | ᚮ | ᚯ |
| 16B0 |  | ᚰ | ᚱ | ᚲ | ᚳ | ᚴ | ᚵ | ᚶ | ᚷ | ᚸ | ᚹ | ᚺ | ᚻ | ᚼ | ᚽ | ᚾ | ᚿ |
| 16C0 |  | ᛀ | ᛁ | ᛂ | ᛃ | ᛄ | ᛅ | ᛆ | ᛇ | ᛈ | ᛉ | ᛊ | ᛋ | ᛌ | ᛍ | ᛎ | ᛏ |
| 16D0 |  | ᛐ | ᛑ | ᛒ | ᛓ | ᛔ | ᛕ | ᛖ | ᛗ | ᛘ | ᛙ | ᛚ | ᛛ | ᛜ | ᛝ | ᛞ | ᛟ |
| 16E0 |  | ᛠ | ᛡ | ᛢ | ᛣ | ᛤ | ᛥ | ᛦ | ᛧ | ᛨ | ᛩ | ᛪ | ᛫ | ᛬ | ᛭ | ᛮ | ᛯ |
| 16F0 |  | ᛰ | ᛱ | ᛲ | ᛳ | ᛴ | ᛵ | ᛶ | ᛷ | ᛸ |   |   |   |   |   |   |   |

## Термин «руны» в отношении других письменностей
В связи со внешним сходством термином «руны» называют также ряд других письменностей, с рунами никак не связанных. Это, в первую очередь, кёк-тюркские руны — письменность, использовавшаяся тюркскими народами в VI—VII веках, надписи, сделанные которой, впервые были обнаружены в XVIII веке. Она была дешифрована датским лингвистом Вильгельмом Томсеном в конце XIX века и по видимому имеет независимое происхождение.
Рунами также называется болгарское руническое письмо и древневенгерская письменность. Венгерские «руны» имеют сходство с тюркскими «рунами», однако связь этих двух письменностей не доказана.

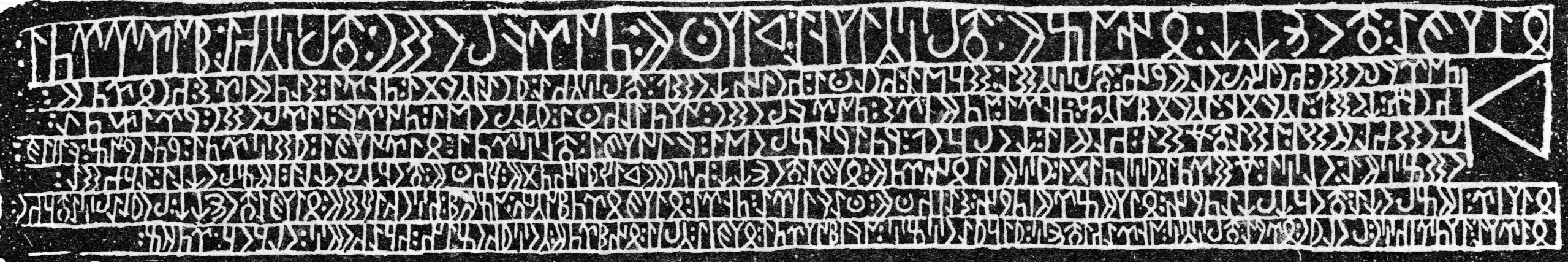
Надпись на западной грани стелы посвящённой Тоньюкуку, политического деятеля Второго тюркского каганата

## «Славянские руны»

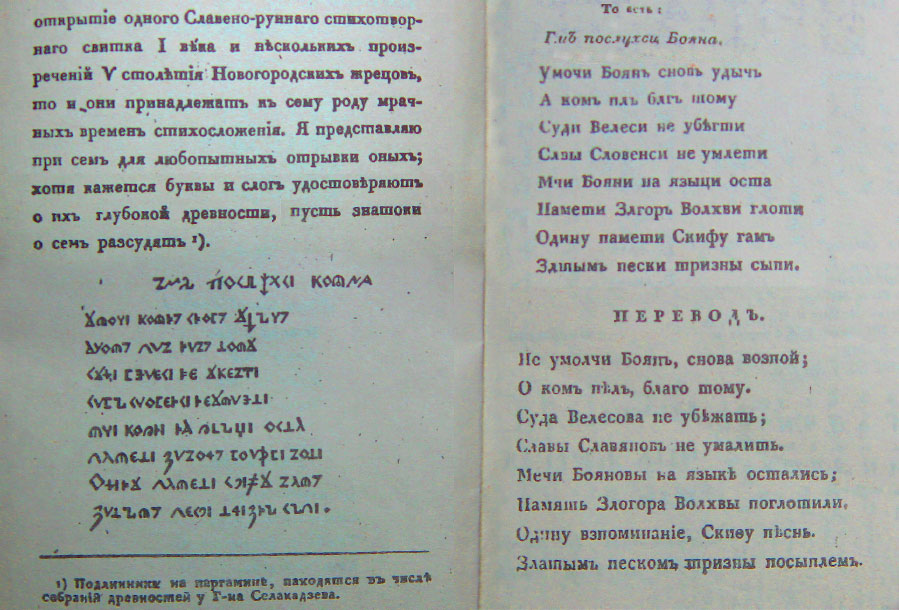
Сфальсифицированный А. И. Сулакадзевым «рунический» «гимн Бояну» (публикация Г. Р. Державина, журнал «Чтения в Беседе любителей русского слова», 1812)

На территории России, Беларуси, Украины и Латвии был найден ряд надписей, выполненных хорошо известными германскими рунами. Черноризец Храбр в своём трактате «О письменах» упоминает про использование славянами-язычниками «черт и резов» для гадания, однако утверждает отсутствие письменности у славян. Также славянскими рунами называлась письменность «Велесовой книги», признанной научным сообществом подделкой XIX—XX века. В XVIII веке заявлялось о находке «венедских рун» на фигурках из храма Ретры, но эти фигурки, как и «Велесова книга», были признаны поддельными.